# Expedice 45
Expedice 45 byla pětačtyřicátou expedicí na Mezinárodní vesmírnou stanici (ISS). Expedice proběhla v období od září do prosince 2015. Byla šestičlenná, pět členů posádky přešlo z Expedice 44, zbývající na ISS přiletěl v Sojuzu TMA-18M.
Sojuz TMA-17M a Sojuz TMA-18M expedici sloužily jako záchranné lodě.

## Posádka
| Pozice          | září – prosinec 2015                     |
| --------------- | ---------------------------------------- |
| Velitel         | Scott Kelly (4), NASA                    |
| Palubní inženýr | Sergej Volkov, (3), Roskosmos (CPK)      |
| Palubní inženýr | Michail Kornijenko, (2), Roskosmos (CPK) |
| Palubní inženýr | Oleg Kononěnko, (3), Roskosmos (CPK)     |
| Palubní inženýr | Kimija Jui (1), JAXA                     |
| Palubní inženýr | Kjell Lindgren, (1) NASA                 |

V závorkách je uveden dosavadní počet letů do vesmíru včetně této mise.
Zdroj pro tabulku: NASA, AstroNote.
Záložní posádka:
- Jeffrey Williams, NASA
- Oleg Skripočka, Roskosmos (CPK)
- Sergej Volkov, Roskosmos (CPK)
- Jurij Malenčenko, Roskosmos (CPK)
- Timothy Kopra, NASA
- Timothy Peake, ESA